# Le Braconnier du lac perdu
Le Braconnier du lac perdu (titre original : The Chessmen, soit « les joueurs d'échecs » en anglais) est un roman policier de l'écrivain écossais Peter May, publié en 2012. 
Le récit se déroule sur l'île de Lewis, en Écosse. Ce roman fait partie de la Trilogie écossaise et est la suite du roman L'Homme de Lewis.

## Résumé
Un avion est découvert à l'emplacement d'un lac de la côte Ouest de Lewis par Finlay Macleod, et son ami Whistler. George Gunn est chargé de l'enquête. 

## Principaux personnages
- Finlay Macleod a été engagé pour lutter contre les braconniers qui pillent les eaux sauvages des domaines de l'île.
- Kenny John Maclean, surnommé Big Kenny ancien camarade de Fin, maintenant garde chasse des domaines.
- Roddy Mackenzie a créé un groupe folk-rock sur l'île de Lewis. Ce groupe auquel Finlay participait quand il avait 17 ans comme roadie,  a connu ensuite un succès dans toute la Grande-Bretagne.
- Murdo Mackinnon, surnommé Skinns est le batteur du groupe de Roddy.
- John Angus Macaskill, surnommé Whistler, est l'ami de Finlay, il jouait de la flûte celtique dans le groupe de Roddy, mais il est resté sur l'île il mène un existence de marginal et de braconnier occasionnel. Pour vivre il sculpte des copies des figurines de Lewis.
- Maired Morrison, violoniste et chanteuse du groupe.
- George Gunn, inspecteur de police de Stornoway.
- Marsaili Macdonald, amie d'enfance de Finlay depuis l'école primaire héberge Finlay.
- Donald Murray, devenu pasteur, ami de Finlay, risque de perte sa paroisse du fait des événements décrits dans le roman précédents
- Fionnlagh Macinnes, est le fils de Finlay et de Marsaili.

## Distinction
- Festival Polar de Cognac 2012 : Prix polar du meilleur roman international[2]